# 蔡徐村 (梁山縣)
蔡徐村是中华人民共和国山东省济宁市梁山县韩垓镇內的自然村，原為韓垓鎮下轄的行政村，2020年被撤銷。蔡徐村是明朝永乐年間由山西等處承宣布政使司平阳府洪洞县遷來的的蔡氏建立的蔡垓與鄰近的東徐莊兩村的合稱，位於梁山縣城東南22公里處，屬鎮鄉結合區，主產小麦、玉米與棉花。

## 歷史
蔡徐村之地在明朝永樂年間有來自山西等處承宣布政使司平陽府洪洞縣的蔡氏遷入，他們在該處建立名為“蔡垓”的村莊。1958年8月，梁山縣撤銷轄下的所有鄉鎮。翌月，梁山縣設立7個人民公社:46。當年，蔡徐生产大队以蔡垓、東徐莊兩村之地成立，屬駐中孫莊的衞星人民公社:46，“蔡徐”一名取自該生產大隊轄下的兩個村的名字。
1958年11月2日，全縣7處人民公社組成一個聯合體「梁山縣人民公社」，原有的人民公社改為管理區、管理區改為營、生產大隊改為连，蔡徐生產大隊亦改稱蔡徐連，屬駐中孫莊的衞星管理區。1959年1月20日，梁山縣人民公社改為梁山縣聯合人民公社，恢復原有的人民公社及管理區，蔡徐連復稱蔡徐生產大隊。1959年11月，人民公社的名稱改為以駐地命名，並將原有的7個人民公社改置為10個人民公社，蔡徐生產大隊屬開河人民公社:46。1971年10月，開河人民公社更名為韓垓人民公社，蔡徐生產大隊屬韓垓人民公社:47。
1984年2月，梁山縣撤銷轄下的所有人民公社，並改為設立鄉，共設有6個縣轄區、5個鎮、27個鄉:48，其中蔡徐村屬韓崗區韓垓鄉:68。1987年2月，梁山縣撤銷轄下的所有縣轄區，蔡徐村仍屬韓垓鄉:48。2000年，梁山縣的24個鄉鎮整併為14個鄉鎮，其中韓垓鄉亦改為鎮，蔡徐村仍屬韓垓鎮。蔡徐村在2020年被撤銷。

## 地理、行政與產業
蔡徐村位於梁山縣城東南22公里處，1984年時人口180人、耕地面積270畝。作為行政村的蔡徐村在被撤銷前的城乡分类代码為122，根據国家统计局《统计用区划代码和城乡划分代码编制规则》，蔡徐村屬於“镇乡结合区”。蔡徐村尚為生產大隊時主產小麥、玉米與棉花。